# Kühmühle
Kühmühle ist ein Gemeindeteil des Marktes Waidhaus im Landkreis Neustadt an der Waldnaab (Regierungsbezirk Oberpfalz, Bayern).

## Geographische Lage
Die Einöde Kühmühle liegt etwa eineinhalb Kilometer westlich von Waidhaus und einen Kilometer nördlich der Bundesautobahn 6. Kühmühle liegt auf dem Ostufer des Raunetbaches. Der Raunetbach entspringt nordwestlich von Reinhardsrieth und mündet südlich der Hörlmühle in die Pfreimd.

## Geschichte
Im 18. Jahrhundert hatte Ödkührieth vier Anwesen, drei Sölden und eine Mühle. Es gehörte zur Gemeinde Waidhaus, zum Landkreis Vohenstrauß. Die Mühle von Ödkührieth war die Kühmühle, die heute (2015) Gemeindeteil von Waidhaus ist. Nur hier erschien Kühmühle zusammen mit Ödkührieth, sonst wurde Kühmühle gesondert behandelt und teilte nicht das Schicksal von Ödkührieth. So gehörte Ödkührieth zum Steuerdistrikt Lohma, zur Gemeinde Spielhof und zur Expositur Burkhardsrieth, während Kühmühle politisch und kirchlich zu Waidhaus gehörte. Die Kühmühle war kurfürstliches Lehen.
1808 wurden Steuerdistrikte gebildet. Kühmühle gehörte zum Steuerdistrikt Waidhaus der außer Waidhaus selbst noch das Dorf Frankenreuth, den Weiler Reichenau und die Einöden Kühmühle, Richterhaus (= Hermannsbach) und Speckermühle (= Oberströbl) enthielt. Der Steuerdistrikt Waidhaus gehörte zum Landgericht Vohenstrauß.
Seit Mitte des 19. Jahrhunderts gehörte Kühmühle zur Gemeinde Waidhaus, die aus dem Steuerdistrikt Waidhaus hervorgegangen war.
1867 hatte die Kühmühle drei Gebäude und 11 Einwohner. Sie gehörte zur Gemeinde Waidhaus. Zur Gemeinde Waidhaus gehörten zu dieser Zeit die Ortsteile Waidhaus, Birkenlohe, Buchen, Bucher, Forsthaus, Frankenreuth, Grafenau, Hörlmühle, Kühmühle, Oberströbl (= Speckermühle), Pfälzerhof, Reichenau, Richterhaus (= Hermannsbach) und Ziegelhütte.
Ab 1939 gehörten zur Gemeinde Waidhaus die Ortsteile Birklohe, Forsthaus, Frankenreuth, Grafenau, Hörlmühle, Kühmühle, Marxmühle, Oberströbl (= Speckermühle und Ströbl), Ödkührieth, Papiermühle, Pfälzerhof, Reichenau und Ziegelhütte.

## Religion
- 1838 hatte die Kühmühle zwei Häuser und 19 Katholiken. Sie war zu 100 % katholisch und gehörte zur Pfarrei Waidhaus.[7]
- 1913 hatte Kühmühle ein Haus und 9 Katholiken. Auf dem Gebiet der Pfarrei Waidhaus wohnten zu dieser Zeit 1653 Katholiken, 8 Protestanten und 16 Juden.[8]
- 1990 lebten in Kühmühle drei Katholiken. Die Einwohner der Pfarrei Waidhaus waren zu dieser Zeit zu 95,39 % katholisch.[9]

Kühmühle gehört zur Pfarrei St. Emmeram Waidhaus, zum Dekanat Leuchtenberg.